# Sergej Lagutin
Sergej Sergeevič Lagutin (in russo Сергей Сергеевич Лагутин?; Fergana, 14 gennaio 1981) è un dirigente sportivo ed ex ciclista su strada uzbeko naturalizzato russo. Campione del mondo in linea Under-23 nel 2003, ha gareggiato come professionista dal 2004 al 2018. Dal 2021 ricopre ruoli di direttore sportivo.

## Carriera
Si mise in evidenza tra i dilettanti, dove colse affermazioni importanti come la Parigi-Roubaix Espoirs e soprattutto il campionato mondiale di Hamilton nella categoria Under-23, entrambe nel 2003. Con tali credenziali trovò subito un ingaggio tra i professionisti, con la Landbouwkrediet-Colnago, a partire dal 2004. Nella squadra belga rimase due stagioni senza riuscire ad ottenere risultati degni di nota, a parte le vittorie nel campionato nazionale ed al Kampioenschap van Vlaanderen in Belgio.
Nel 2006 decise di emigrare negli Stati Uniti per correre nella Navigators Insurance e le sue apparizioni in Europa si fecero più rare. In America colse diversi piazzamenti e qualche vittoria in corse di secondo piano. Dopo una stagione nella Cycle Collstrop nel 2008, è passato alla Vacansoleil a partire dalla stagione 2009: con questa formazione nel 2012 si è aggiudicato il Gran Premio del Canton Argovia in Svizzera.
All'attivo vanta dieci vittorie nei titoli nazionali élite, quattro a cronometro e sei in linea. Dal 2014 gareggia con licenza russa. Nel 2016, in maglia Katusha, ha vinto l'ottava tappa della Vuelta a España. Si è ritirato dalle corse al termine della stagione 2018.
Dal 2021 è direttore sportivo del Team Novo Nordisk Development, formazione Continental di sviluppo del Team Novo Nordisk.

## Palmarès
- 2002 (Dilettanti Under-23)

4ª tappa Internationale Thüringen Rundfahrt (Bad Frankenhausen > Leinefelde)
- 2003 (Dilettanti Under-23)

La Roue Tourangelle
Parigi-Roubaix Espoirs
Trofeo Matteotti Under-23
Campionati del mondo, Prova in linea Under-23
GP Ezio del Rosso
- 2004 (Landbouwkrediet-Colnago, una vittoria)

Campionati uzbeki, Prova a cronometro
- 2005 (Landbouwkrediet-Colnago, tre vittorie)

Campionati uzbeki, Prova in linea
Campionati uzbeki, Prova a cronometro
Kampioenschap van Vlaanderen
- 2006 (Navigators Insurance, tre vittorie)

3ª tappa Tour de Beauce (Saint-Georges > Monte Mégentic)
Campionati uzbeki, Prova in linea
Campionati uzbeki, Prova a cronometro
- 2007 (Navigators Insurance, una vittoria)

1ª tappa Rheinland-Pfalz-Rundfahrt (Koblenz > Kaiserslautern)
- 2008 (Cycle Collstrop, tre vittorie)

Campionati uzbeki, Prova in linea
4ª tappa Tour de Korea-Japan (Gangjin > Geochang)
Classifica generale Tour de Korea-Japan
- 2009 (Vacansoleil, una vittoria)

Campionati uzbeki, Prova in linea
- 2010 (Vacansoleil, una vittoria)

Campionati uzbeki, Prova in linea
- 2011 (Vacansoleil, una vittoria)

Campionati uzbeki, Prova in linea
- 2012 (Vacansoleil, due vittorie)

Campionati uzbeki, Prova in linea
Gran Premio del Canton Argovia
- 2014 (RusVelo, tre vittorie)

1ª tappa Grand Prix of Sochi (Krasnodar > Anapa)
Mayor Cup
3ª tappa Five Rings of Moscow (Mosca > Mosca)
- 2016 (Katusha, una vittoria)

8ª tappa Vuelta a España (Villalpando > La Camperona/Valle de Sabero)

### Altri successi
- 2006 (Navigators Insurance)

Mullica Hill
Classifica a punti Tour de Beauce
6ª tappa Tour de Toona (Altoona > Altoona)
Classifica generale Tour de Toona
1ª tappa Tour of Utah
- 2008 (Cycle Collstrop)

Classifica scalatori Tour de Korea-Japan

## Piazzamenti

### Grandi Giri
- Giro d'Italia

2011: 91º
2012: 32º
2015: 72º
2017: 157º
- Tour de France

2013: 83º
- Vuelta a España

2009: 104º
2011: 14º
2012: 46º
2016: 71º

### Classiche monumento
- Milano-Sanremo

2004: 105º
2013: 89º
2015: 65º
2016: ritirato
- Giro delle Fiandre

2008: ritirato
2016: 116º
- Liegi-Bastogne-Liegi

2005: ritirato
2008: 39º
2009: 48º
2011: 66º
2012: 99º
2013: 44º
2015: 94º
2016: 146º
- Giro di Lombardia

2008: ritirato
2009: 42º
2013: ritirato
2015: 97º
2016: 40º
2017: ritirato

### Competizioni mondiali
- Campionato del mondo

Lisbona 2001 - In linea Under-23: 21º
Zolder 2002 - In linea Under-23: 4º
Hamilton 2003 - Cronometro Under-23: riserva
Hamilton 2003 - In linea Under-23: vincitore
Verona 2004 - In linea Elite: ritirato
Madrid 2005 - In linea Elite: 37º
Stoccarda 2007 - In linea Elite: 44º
Varese 2008 - In linea Elite: 42º
Toscana 2013 - Cronosquadre: 16º
Ponferrada 2014 - Cronosquadre: 16º
Richmond 2015 - Cronosquadre: 18º
Richmond 2015 - In linea Elite: 55º
Doha 2016 - In linea Elite: ritirato
- Giochi olimpici

Atene 2004 - In linea: 59º
Pechino 2008 - In linea: 51º
Londra 2012 - In linea: 5º

### Competizioni europee
- Campionati europei

Plumelec 2016 - In linea Elite: 15º